# Astragalus irisuensis
Astragalus irisuensis är en ärtväxtart som beskrevs av Antonina Georgievna Borissova. Astragalus irisuensis ingår i släktet vedlar, och familjen ärtväxter. Inga underarter finns listade i Catalogue of Life.